# Liste des cardinaux créés par Léon XII
Liste des 25 cardinaux créés par le pape Léon XII (1823-1829).
Depuis la mort du cardinal Benedetto Colonna Barberini di Sciarra le 10 avril 1863, il n'y a plus aucun cardinal vivant connu créé par le pape Léon XII.

## Créés le 3 mai 1824
- Giovanni Battista Bussi  Italie
- Bonaventura Gazzola  Italie

## Créés le 27 septembre 1824
- Karl Kajetan von Gaisruck  Autriche
- Patricio da Silva  Italie
- Teresio Maria Carlo Vittorio Ferrero della Marmora  Italie

## Créés le 20 décembre 1824
- Pedro Inguanzo Rivero  Espagne
- Ludovico Micara  Italie

## Créés le 21 mars 1825
- Gustave Maximilien Juste de Croÿ-Solre  France
- Bartolomeo Alberto Cappellari,  Italie in pectore, futur pape Grégoire XVI

## Créés le 13 mars 1826
- Jean-Baptiste de Latil  France
- Francisco Javier de Cienfuegos y Jovellanos  Espagne
- Bartolomeo Alberto Cappellari,  Italie futur pape Grégoire XVI

## Créés le 2 octobre 1826
- Giacomo Giustiniani  Italie
- Vincenzo Macchi  Italie
- Giacomo Filippo Fransoni  Italie
- Tommaso Bernetti  Italie
- Pietro Caprano,  Italie in pectore
- Belisario Cristaldi,  Italie in pectore
- Giovanni Francesco Marazzani Visconti,  Italie in pectore
- Giovanni Antonio Benvenuti,  Italie in pectore
- Benedetto Colonna Barberini di Sciarra,  Italie in pectore
- Alexander Rudnay,  Hongrie in pectore

## Créés le 25 juin 1827
- Ignazio Nasalli  Italie
- Joachim-Jean-Xavier d'Isoard  France

## Créés le 15 décembre 1828
- Antonio Domenico Gamberini  Italie
- Juan Francisco Marco y Catalán  Espagne
- Pietro Caprano  Italie
- Belisario Cristaldi  Italie
- Giovanni Francesco Marazzani Visconti  Italie
- Giovanni Antonio Benvenuti  Italie
- Benedetto Colonna Barberini di Sciarra,  Italie
- Alexander Rudnay  Hongrie

À noter que Timoteo Maria Ascensi  Italie figurait sur la liste des cardinaux du consistoire de décembre 1828 mais il mourut avant de pouvoir recevoir le titre.

### Source
- Charles Berton et Jacques-Paul Migne, Dictionnaire des cardinaux : contenant des notions générales sur le cardinalat, Paris, Jacques-Paul Migne, 1857, 1824 p. (lire en ligne) La Liste des Cardinaux créés par Léon XII est page 1803.